# Nitración de Menke
La nitración de Menke es la nitración de compuestos aromáticos ricos en electrones  con nitrato cúprico y anhídrido acético.  La reacción introduce al nitroderivado predominantemente en la posición de orto al grupo de activación.  La reacción lleva el nombre del químico holandés J.B. Menke.